# Komitet Ochrony Praw Dziecka
Komitet Ochrony Praw Dziecka (KOPD) – polska organizacja pożytku publicznego, której celem jest obrona praw i interesów dzieci.
Komitet rozpoczął swoją działalność w 1981. Był wtedy pierwszą tego typu organizacją w Europie Wschodniej. Obecnie na terenie Polski znajduje się 22 oddziałów terenowych, w których dzieci i ich rodziny mogą otrzymać profesjonalną, bezpłatną pomoc.

## Misja
Komitet Ochrony Praw Dziecka jest organizacją pozarządową, nieprzynoszącą zysków. Działalność Komitetu jest apolityczna i ma charakter służby społecznej, chroniącej dziecko przed krzywdą i naruszaniem jego podstawowych praw i interesów. Misją KOPD jest ochrona praw i interesów dziecka.
Głównym celem KOPD jest pomoc dziecku krzywdzonemu i jego rodzinie. Oferta KOPD adresowana jest do rodzin i w szerokim zakresie do dzieci – ofiar przemocy emocjonalnej, fizycznej i seksualnej oraz zaniedbań i niewłaściwej opieki.

## Działania Komitetu
Dla realizacji ochrony dziecka, jego praw i interesów Komitet podejmuje następujące działania:
1. prowadzi działalność interwencyjną, kontrolną i profilaktyczną oraz edukacyjno-szkoleniową;
2. upowszechnia znajomość praw dziecka, ujawnia ich naruszanie w życiu rodzinnym i społecznym;
3. podejmuje inicjatywy i działania na rzecz doskonalenia systemu ochrony praw dziecka;
4. broni praw indywidualnych i zbiorowych dziecka, dba o prawidłowe stosowanie wobec dziecka przepisów prawa;
5. inicjuje i rozwija specjalistyczne formy pomocy rodzinie, prowadzi własne placówki: ośrodki interwencyjne, opiekuńczo–wychowawcze, interwencji kryzysowej, mediacyjne, poradnie dla dzieci i rodzin i inne;
6. organizuje i prowadzi różne formy wypoczynku dla dzieci i młodzieży;
7. podejmuje działania na rzecz ochrony praw dzieci niepełnosprawnych;
8. udziela wszechstronnej pomocy dzieciom i ich rodzinom poszkodowanym w wypadkach komunikacyjnych;
9. podejmuje wszelkie inne działania zmierzające do ochrony interesów dziecka, w tym m.in. działania z zakresu profilaktyki uzależnień i przeciwdziałania przemocy;
10. prowadzi kampanie społeczno-edukacyjne, m.in. „Moja mama, mój tata, ich rozwód”, Kampania  społeczna „Bicie jest głupie” oraz konkurs „Świat przyjazny dziecku”.

## Wyróżnienia
- Odznaka Honorowa za Zasługi dla Ochrony Praw Dziecka (2013)[1]